# Giovanni Francesco Richelmi
Giovanni Francesco Richelmi (Torino, 1679 – 1751) è stato un teologo e gesuita italiano, entrò nei Gesuiti all'età di diciassette anni, fece il noviziato a Chieri, terminò gli studi della retorica e della metafisica a Milano.
Restarono incompiuti i suoi studi di filosofia. Per cinque anni insegnò come maestro a Torino, poi studiò teologia a Torino e a Genova e quindi fu mandato a Firenze a fare il terzo anno di probazione. Poi  tornò a Torino, dove insegnò la filosofia per sei anni e la teologia scolastica per otto anni. In seguito impartì lezioni di teologia morale e dei sacri canoni.

## Opere
- Nel 1724 stampò una lettera, con cui attaccò Pietro Ballarini  veronese che si  era opposto a Paolo Segneri sul probabile.
- Nel 1729 scrisse Lettera di un cavaliere all'anonimo autore della Allegazione in difesa del p. Carlo Ambrogio Cattaneo . L'autore di questa allegazione fu Giuseppe Agostino Orsi, che scrisse:  La causa della verità sostenuta contro l'anonimo apologista del padre Carlo Ambrogio Cattaneo della Compagnia di Gesù...-opera del rev. padre lettore F. Giuseppe Agostino Orsi dell'Ordine dei Predicatori.
- Nel 1745 dedicò un'opera al cardinale Querini, dal titolo Saggio di avvertimenti sopra l'opera del p. Concina, intitolata “della Storia del probabilismo e del rigorismo, dissertazioni teologiche, morali e critiche, ec. Presentato a leggitori della medesima”.